# Vissersvloot Zeebrugge

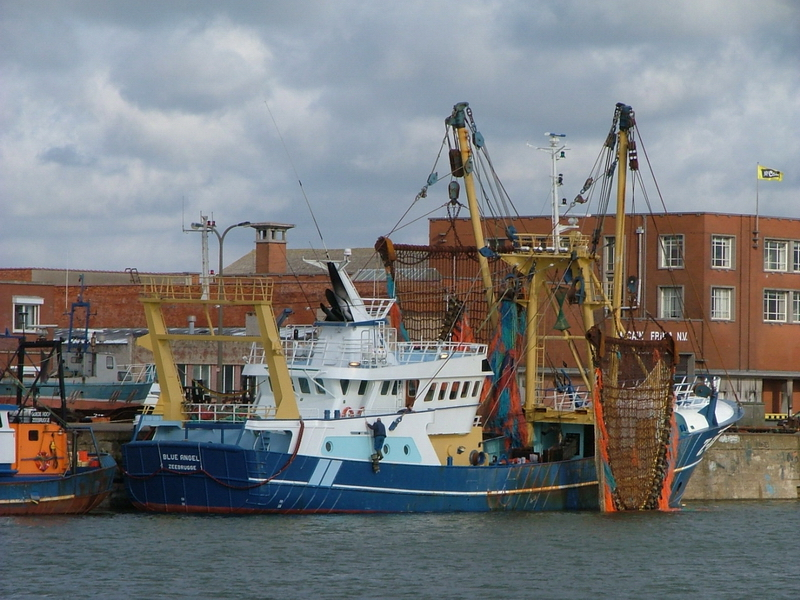
De Z.60 Blue Angel heeft Zeebrugge als thuishaven

De Zeebrugse vissersvloot is sinds eeuwen van belang voor Zeebrugge en de Vlaamse visserij. Het is de laatste decennia de grootste vissersvloot van de Belgische Kust. Het belang van de vloot verminderde evenwel sterk in de jaren zestig en zeventig van de 20e eeuw.
De vloot met Zeebrugge als thuishaven bestaat in 2021 uit achtendertig boten, voornamelijk traditionele vissersboten die gebruikt worden voor de boomkorvisserij. Het gaat om 22 grotere kotters, 12 kleinere Eurokotters en drie trawlers. De catamaran Z.85 Alexis II uit 1988 wordt ingezet voor warrelnetvisserij. De Zeebrugse vissersvloot wordt hieronder met specificaties opgelijst.

## Lijst van schepen
| Nummer en naam         | Roepnaam | Bouwjaar | Motorvermogen | Lengte  | Breedte | Tonnage | Visvangst                  |
| ---------------------- | -------- | -------- | ------------- | ------- | ------- | ------- | -------------------------- |
| Z.575 Hein Senior      | OPWS     | 2000     | 221 kW        | 23,99 m | 6,26 m  | 102 GT  | Boomkor- & plankenvisserij |
| Z.39 Zuiderzee         | OPBM     | 1982     | 706 kW        | 32,50 m | 8,08 m  | 251 GT  | Boomkor- & plankenvisserij |
| Z.67 Rubens            | OPCO     | 1984     | 707 kW        | 34,90 m | 8,49 m  | 284 GT  | Boomkor- & plankenvisserij |
| Z.576 Mare Nostrum     | OPWT     | 1999     | 959 kW        | 37,89 m | 8,56 m  | 385 GT  | Boomkor- & plankenvisserij |
| Z.85 Alexis II         | OPDG     | 1988     | 176 kW        | 11,95 m |         | 25 GT   | Warrelnetvisserij          |
| Z.279 Ramblers         | OPKS     | 1969     | 221 kW        | 33,18 m | 6,48 m  | 143 GT  | Boomkor- & plankenvisserij |
| Z.90 Francine          | OPDL     | 1983     | 960 kW        | 37,88 m | 8,49 m  | 311 GT  | Boomkor- & plankenvisserij |
| Z.333 Avatar           | OPMU     | 1993     | 1030 kW       | 37,45 m | 8,55 m  | 385 GT  | Boomkor- & plankenvisserij |
| Z.60 Blue Angel        | OPCH     | 2001     | 706 kW        | 37,83 m | 8,56 m  | 388 GT  | Boomkor- & plankenvisserij |
| Z.201 Job Senior       | OPHS     | 1996     | 221 kW        | 23,94 m | 6,48 m  | 139 GT  | Boomkor- & plankenvisserij |
| Z.510 Dennis           | OPUF     | 2000     | 957 kW        | 37,96 m | 8,69 m  | 388 GT  | Boomkor- & plankenvisserij |
| Z.115 Antje De Vries   | OPEK     | 1988     | 960 kW        | 37,09 m | 8,56 m  | 369 GT  | Boomkor- & plankenvisserij |
| Z.8 Aquarius           | OPAH     | 1967     | 220 kW        | 21,91 m | 5,81 m  | 56 GT   | Boomkor- & plankenvisserij |
| Z.59 Raquel            | OPCG     | 1981     | 750 kW        | 37,20 m | 8,05 m  | 275 GT  | Boomkor- & plankenvisserij |
| Z.53 Van Eyck          | OPCA     | 1981     | 662 kW        | 34,29 m | 7,58 m  | 234 GT  | Boomkor- & plankenvisserij |
| Z.300 Sola Gratia      | OPLN     | 2011     | 578 kW        | 27,49 m | 7,88 m  | 265 GT  | Trawler                    |
| Z.18 Soetkin           | OPAR     | 2000     | 905 kW        | 37,79 m | 8,56 m  | 386 GT  | Boomkor- & plankenvisserij |
| Z.526 Vaya Con Dios    | OPUV     | 1999     | 942 kW        | 36,11 m | 8,11 m  | 351 GT  | Boomkor- & plankenvisserij |
| Z.121 Deborah          | OPEQ     | 1992     | 960 kW        | 37,87 m | 8,58 m  | 385 GT  | Boomkor- & plankenvisserij |
| Z.571 Custos Deus      | OPWO     | 1989     | 959 kW        | 38,93 m | 8,08 m  | 372 GT  | Boomkor- & plankenvisserij |
| Z.188 Hillie           | OPHF     | 1991     | 218 kW        | 23,93 m | 6,88 m  | 126 GT  | Boomkor- & plankenvisserij |
| Z.525 Sylvia-Mary      | OPUU     | 1997     | 221 kW        | 23,85 m | 6,56 m  | 138 GT  | Boomkor- & plankenvisserij |
| Z.41 Albert Bos        | OPBO     | 1988     | 221 kW        | 23,97 m | 6,30 m  | 100 GT  | Boomkor- & plankenvisserij |
| Z.431 Alles Wisselt    | OPRE     | 1997     | 221 kW        | 23,94 m | 6,47 m  | 130 GT  | Boomkor- & plankenvisserij |
| Z.35 Ora et Labora     | OPBI     | 1997     | 957 kW        | 38,22 m | 8,58 m  | 384 GT  | Trawler                    |
| Z.182 Hennie           | OPGZ     | 1991     | 559 kW        | 28,42 m | 6,50 m  | 192 GT  | Boomkor- & plankenvisserij |
| Z.548 Flamingo         | OPVR     | 1994     | 942 kW        | 37,72 m | 8,58 m  | 396 GT  | Boomkor- & plankenvisserij |
| Z.56 Pieter            | OPCD     | 1999     | 220 kW        | 23,83 m | 6,57 m  | 140 GT  | Boomkor- & plankenvisserij |
| Z.45 Jerki             | OPBS     | 1996     | 960 kW        | 37,78 m | 8,58 m  | 388 GT  | Boomkor- & plankenvisserij |
| Z.98 Op Hoop van Zegen | OPDT     | 1991     | 750 kW        | 33,67 m | 7,91 m  | 273 GT  | Boomkor- & plankenvisserij |
| Z.47 De Marie Louise   | OPBU     | 1992     | 1145 kW       | 38,31 m | 8,59 m  | 387 GT  | Boomkor- & plankenvisserij |
| Z.84 Calypso           | OPAO     | 1975     | 749 kW        | 34,80 m | 7,68 m  | 236 GT  | Boomkor- & plankenvisserij |
| Z.55 Goede Hoop        | OPCC     | 1962     | 220 kW        | 23,99 m | 6,59 m  | 60 GT   | Boomkor- & plankenvisserij |
| Z.48 De Maria Antonia  | OPTE     | 2001     | 960 kW        | 37,81 m | 8,56 m  | 385 GT  | Boomkor- & plankenvisserij |
| Z.296 Mooie Meid       | OPLI     | 2000     | 957 kW        | 37,94 m | 8,57 m  | 393 GT  | Trawler                    |
| Z.189 Cornelis Gerrit  | OPHG     | 2000     | 221 kW        | 23,99 m | 6,26 m  | 102 GT  | Boomkor- & plankenvisserij |
| Z.187 Grietje          | OPHE     | 1989     | 221 kW        | 23,99 m | 6,78 m  | 109 GT  | Boomkor- & plankenvisserij |
| Z.483 Jasmine          | OPBR     | 2021     | 749 kW        | 37,95 m | 8,68 m  | 385 GT  | Boomkor- & plankenvisserij |